# 6012 Williammurdoch
6012 Williammurdoch è un asteroide della fascia principale. Scoperto nel 1990, presenta un'orbita caratterizzata da un semiasse maggiore pari a 2,6343119 UA e da un'eccentricità di 0,3409149, inclinata di 18,28699° rispetto all'eclittica.
L'asteroide è dedicato all'ingegnere scozzese William Murdoch.